# Cine Avenida (Valladolid)
El cine Avenida fue una sala de cine ubicada en el Paseo de Zorrilla de Valladolid.

## Historia
Tras el éxito de las salas de cine Lafuente y Roxy en la ciudad de Valladolid, los empresarios y hermanos José y Emilio de la Fuente promovieron junto a Eloísa Cortijo y Herederos de Alejandro Vélez, la construcción de un edificio de viviendas en el número 56 del Paseo de Zorrilla, que además de apartamentos tuviese una sala de exhibición de películas. El proyecto fue iniciado en 1954, en un solar con una estratégica localización, al sur de la ciudad, donde se estaban realizando otras cuatro intervenciones urbanísticas, como el barrio Cuatro de Marzo, y los polígonos José Antonio Primo de Rivera, Francisco Franco y Casas de Militares, por lo que podía absorber la demanda de estos nuevos barrios.
De gran calidad arquitectónica, fue firmado por José María Plaja Tobías, quien ya tenía obras construidas en la Gran Vía de Madrid. La sala de cine se encajó en un edificio de viviendas, solución ya realizada en el edificio Carrión de Madrid. Tras una serie de cambios en los planos de obra, el cine fue inaugurado el 17 de septiembre de 1957 con la exhibición del cortometraje Noruega, y la película  La familia Trapp de Wolfgang Liebeneiner. Su capacidad máxima fue de 1250 espectadores, mientras que su pantalla midió 15,85 metros de largo por 7,60 de alto, la más grande la ciudad.
Desde el año siguiente, en 1958, fue la sede principal de la tercera edición de la Semana de Cine Religioso y Valores Humanos de Valladolid, festival de cine que cambiaría su nombre por el de SEMINCI. El 14 de febrero de 1964 cambió del sistema Cinemascope al Todd-AO, con la exhibición de la película El escándalo.
El 29 de septiembre de 1976 la sala sufrió un incendio durante la protección de Nevada Express de Tom Gries, lo que abocó a su cierre definitivo.
Tras la clausura, el espacio fue reutilizado para unas galerías comerciales inauguradas en 1988, que también han pasado por un proceso de abandono a inicios de los años 2020.